# 上越火力発電所

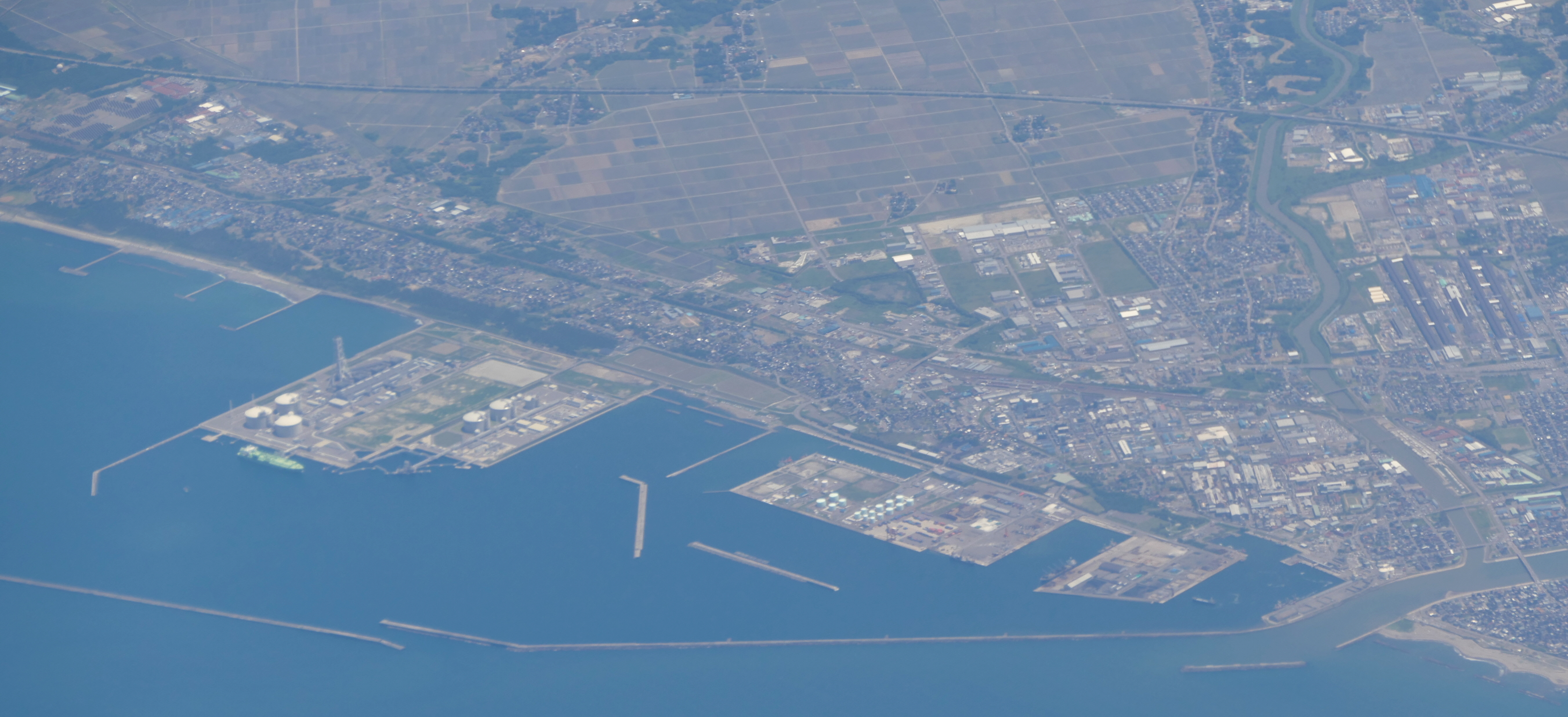
空から見る上越火力発電所

上越火力発電所（じょうえつかりょくはつでんしょ）は新潟県上越市八千浦にあるJERAおよび東北電力の天然ガス火力発電所。

## 概要
直江津港荒浜埠頭地区の埋立地にある火力発電所で、当初は中部電力と東北電力の共同出資による上越共同火力が運営を行う予定であったが、電力需要の伸び悩みなどから1、2号系列を中部電力が、3号系列（現・東北電力1号系列）を東北電力が直接運営する計画に変更となったほか、着工時期や営業運転開始時期も変更された。出力についても見直され、中部電力1、2号系列は各126.5万kWを予定していたが、各119万kWに引き下げられた。一方、東北電力1号系列は2014年3月27日発表で36万kW4基（計144万kW）から60万kW級1基へ大きく引き下げられた。
中部電力1、2号系列の発電設備には、ガスタービン2台と蒸気タービン1台にそれぞれ発電機が連結する排熱回収多軸型1,300℃級コンバインドサイクル発電方式を採用し、当時としては国内最高水準の熱効率58%以上である。排熱回収ボイラには日本初となる貫流型が採用されている。
2012年7月1日に中部電力1-1号が運転を開始し、2014年5月15日にすべての設備で運転を開始した。
2019年4月1日、中部電力が有する設備は全てJERAに承継された。
なお、上越市を含む新潟県は本来東北電力の営業エリアであるが、中部電力は隣接する長野県への電力供給力向上を目的として建設を進めた。
2022年3月31日に東北電力1号機が試運転を開始し、12月1日に営業運転を開始した。
東北電力1号機は三菱日立パワーシステムズが開発設計した「強制空冷燃焼器システム採用ガスタービン」を導入し、熱効率63％以上を達成した。また、12月1日の運転開始に併せてドローンとロボットを活用した設備内の点検自動化システムを導入した。
東北電力1号機が発電効率63.62％を達成し、ギネスの世界記録「最も効率の高いコンバインドサイクル発電設備」の認定を受けた。

## 発電設備

### JERA所有
- 総出力:238万kW（2016年4月1日現在）[12][13]
- 敷地面積:約46万m2

1号系列
発電方式:多軸型1,300℃級改良型コンバインドサイクル発電(Advanced Combined Cycle)方式
定格出力:119万kW
　1-1号:59.5万kW
　　ガスタービン：19万4,150kW × 2軸
　　蒸気タービン：20万6,700kW × 1軸
　1-2号:59.5万kW
　　ガスタービン：19万4,150kW × 2軸
　　蒸気タービン：20万6,700kW × 1軸
使用燃料:LNG
熱効率:58%（低位発熱量基準）
営業運転開始
　1-1号:2012年7月1日
　1-2号:2013年1月9日
2号系列
発電方式:多軸型1,300℃級改良型コンバインドサイクル発電(ACC)方式
定格出力:119万kW
　2-1号:59.5万kW
　　ガスタービン：19万4,150kW × 2軸
　　蒸気タービン：20万6,700kW × 1軸
　2-2号:59.5万kW
　　ガスタービン：19万4,150kW × 2軸
　　蒸気タービン：20万6,700kW × 1軸
使用燃料:LNG
熱効率:58%（低位発熱量基準）
営業運転開始：
　2-1号:2013年7月3日
　2-2号:2014年5月15日

### 東北電力所有
1号機
発電方式:ガスコンバインドサイクル発電方式
定格出力:57.2万kW
使用燃料:LNG
熱効率:63%以上
着工:2019年5月
営業運転開始:2022年12月1日

## 蒸気タービン不具合による対策
2013年4月9日、中部電力1-1号において蒸気タービンの軸受部に振動上昇が確認されたため発電を停止、中部電力では応急対策として、折損が認められた低圧蒸気タービンの羽根（第29段動静翼）を取り外し、各号機に圧力プレートを設置して運転することとした。1-2号は5月24日、1-1号は5月30日に運転を再開した。なお、圧力プレートの設置により、各号機の定格出力は、暫定的に57万5,680kWとなった。
2015年10月16日には恒久対策として、自励振動が発生しない新たな低圧蒸気タービンへ取り替える工事を1-2号機で開始。これにより出力は本来の定格出力59.5万kWとなった。他の号機も順次恒久対策を実施、2016年6月23日に全号機で対策工事が完了した。